# Shellshock 2: Blood Trails
Shellshock 2: Blood Trails è un videogioco sparatutto in prima persona sviluppato da Rebellion Developments e pubblicato da Eidos Interactive per PlayStation 3, Xbox 360, e Microsoft Windows

## Trama
Autunno del 1969. Durante il viaggio verso il Vietnam devastato dalla guerra, un aereo statunitense con a bordo un carico top-secret chiamato "Whiteknight" precipita nella giungla della Cambogia. Una squadra delle forze speciali viene inviata per recuperarlo, ma tutti i suoi componenti spariscono in circostanze misteriose. Un mese più tardi, un membro della squadra, il sergente Caleb Walker, riesce a uscire dalla giungla, ma torna come essere feroce e aggressivo. Il fratello minore di Caleb, Nate, viene immediatamente coinvolto nel tentativo di ottenere informazioni sul Whiteknight dal proprio fratello, rimasto impazzito.
Cal è tenuto in quarantena in una città di confine dai militari, in quanto portatore di un virus altamente contagioso e letale. Nate arriva alla cittadina, e viene accompagnato dal sergente maggiore Griffin al lettino dove Cal è tenuto legato. Alla vista del fratello minore, Cal sembra riacquistare per un momento la lucidità, e allunga una mano e lo tocca, ma in quel preciso istante le forze speciali dei Vietcong, il cui attacco è stato orchestrato dal capitano Nguyen Van Trang, attaccano la città, e Caleb riesce a fuggire. Immediatamente, Nate e Griffin lo inseguono per fermarlo, ma si separano quando Griffin va alla ricerca di un veicolo. Quasi subito Caleb incontra il comandante capitano Trang, e lo costringe a unirsi a lui, allo scopo cercare il fratello e Whiteknight. I due riescono a trovare Nate, ma in quel momento arriva Griffin a bordo di un camion, che permette a Nate di scappare. Tuttavia, Nate ha delle visioni in cui vede dagli occhi del fratello. Poco più tardi, Griffin e Nate raggiungono un villaggio in zona di quarantena in mano dei Vietcong, dove Griffin si separa da Nate, dirigendosi ad Hanoi.
Nel villaggio, Nate aiuta alcuni soldati americani a difendersi da un attacco dei Vietcong, ma quando si accorgono di essere in minoranza si rifugiano in una vecchia chiesa dove si difendono da un altro assalto nemico, ma poco dopo, fuori dalla chiesa, i Vietcong vengono massacrati da qualcosa di sconosciuto. Il protagonista riesce a uscire dalla chiesa attraverso dei tunnel sotterranei, e raggiunge le trincee statunitensi sotto pesante attacco nemico, dove incontra una attrice di Hollywood di nome Serena ed il suo agente Rupert Zideck, presumibilmente in quel posto per girare un film. I tre riescono in ogni caso a fuggire dalle trincee, e a raggiungere delle caverne dove vengono attaccati dagli infetti. Riuscendo a scappare, il trio raggiunge un fiume con delle navi di pattuglia, ma Serena viene uccisa dagli infetti. Salito su una barca, Nate raggiunge un vecchio e abbandonato maniero, dove è stato mandato un messaggio in cui le forze speciali tenevano Cal, ma una volta raggiunta l'abitazione infestata dagli Infetti, si scopre che era una trappola di Trang, che ora vuole rapire Nate, sempre per scoprire l'ubicazione di Whiteknight, ma un attacco da parte di Cal fa fuggire i Vietcong, e permette a Nate di scappare dalla casa facendosi strada tra decine di Infetti, raggiungendo una nave di pattuglia con a bordo dei soldati americani, più Zideck. Sfortunatamente, però, uno dei soldati è stato morso, e poco dopo si trasforma in Infetto, che fa cadere in acqua assieme a lui un altro soldato, mandando il mezzo a schiantarsi su una riva. Zideck fugge via, mentre Nate si unisce invece ad un gruppo di Marine statunitensi per difendersi da un attacco dei nord-vietnamiti. Successivamente egli raggiunge le rovine di un tempio, dove ha le visioni del fantasma di Serena, oltre che di altri soldati morti nel tempio in rovina, che lo invita a seguirla nell'oscurità, e gli comunica che sarà il prossimo (probabilmente visioni dovuta al gas usato dai Vietcong, di cui ne è impregnato l'antica struttura).
Nate entra nel tempio, e viene affiancato da Zideck per un breve periodo di tempo, prima che questi venga ucciso. Nate, dopo aver visto la testa di una statua e aver avuto un'altra visione, si fa strada tra decine di Infetti, ma viene salvato da un elicottero UH-1 con a bordo Griffin, che però viene morso, e una volta sull'elicottero Griffin impazzisce e si trasforma in Infetto, aggredendo il co-pilota, facendo cadere un soldato e lo stesso Griffin e precipitare l'elicottero. Solo il pilota e Nate riescono a salvarsi, ma si separano: più avanti, il pilota e Nate vengono catturati dai Vietcong, e nel campo di prigionia Nate viene legato ad una sedia e torturato da Trang, per farsi dare informazioni sul fratello scomparso. Nate, tuttavia, resiste, deciso a non tradire il fratello, ma il pilota, pensando di avere salva la vita, racconta della statua che ha sentito dire da lui a Griffin prima che si trasformasse. Trang, invece di risparmiarlo, lo rinchiude in una cella con un Infetto che lo uccide, per poi tentare di uccidere Nate, ma l'attacco di un Infetto sfuggito al controllo fa scappare Trang, e permette a Nate di liberarsi e di inseguire Trang attraverso il campo affrontando sia Vietcong sia Infetti.
Nascostosi nelle caverne, viene salvato da due soldati americani, ed insieme a loro lancia un contrattacco al campo Viet. Trang, tuttavia, riesce a tendere una trappola a Nate, e lo cattura ma quando sta per giustiziarlo interviene il Griffin infetto a distrarlo, permettendo a Nate di riprendersi e di colpire a morte Trang. Poco dopo, Nate viene recuperato da un elicottero americano UH-1, mentre vede il Griffin Infetto, con in mano la testa di Trang, venire ucciso dai soldati Vietcong. Nate viene portato in un villaggio infettato dove deve incontrare dei generali in un tempio fortificato che hanno una missione per lui. Una volta raggiunto la zona sicura, Nate scopre un messaggio audio inviato da Caleb, che dà le coordinate del luogo in cui si trova. Dopo aver affrontato un vecchio campo Viet infettato, Nate raggiunge il tempio buddhista (dove Nate ha visto la testa di Buddha rotta) scavato nella roccia, dove trova Caleb rinsavito poiché Whiteknight gli ha somministrato il vaccino. A questo punto fa la sua apparizione lo stesso Whiteknight, che si rivela essere uno scienziato. Nel corso dell'avventura, infatti, si scopre che Whiteknight è uno scienziato che ha creato un virus capace di tramutare gli uomini in bestie, ma, deriso dai vertici militari quando lo ha proposto per applicazioni belliche, trovandolo un'autentica follia, si è vendicato creando l'epidemia nella regione; ora Whiteknight lo ha fatto venire per avere una speranza di salvezza nell'inferno che lui stesso ha creato, ma Caleb spara a una spalla dello scienziato e gli punta la pistola, deciso a ucciderlo perché una tragedia simile non si ripeta mai più. A questo punto Nate deve decidere se far sopravvivere o meno Whiteknight:
- Se il giocatore sceglie di sparare al creatore del virus, i due fratelli escono dal tempio, dove è arrivato un elicottero americano per recuperarli. Whiteknight, ferito, cerca di inseguirli, ma viene circondato e ucciso dagli Infetti da lui stesso creati. Più avanti, lo stesso Nate spiega che il fratello Caleb morirà tre mesi dopo e che senza il vaccino l'infezione ha infettato tutto il continente asiatico, mentre gli scienziati tentano ancora di scoprire una cura.
- Se il giocatore sceglie di sparare al fratello, Nathaniel e Whiteknight escono dal tempio dove un elicottero americano è venuto a recuperarli. Cal, ferito, cerca di inseguirli, ma viene circondato da soldati dell'esercito statunitense, che aprono il fuoco su di lui crivellandolo di colpi e uccidendolo. Più avanti, lo stesso Nate spiega di essere cosciente del fatto che il governo nasconderà Whiteknight da qualche parte a causa della sua mente brillante, ma di essere certo che prima o poi lo troverà, in un chiaro desiderio di vendetta.

## Modalità di gioco
Il gioco è un classico sparatutto in prima persona, che obbliga il giocatore a usare un tasto per sparare, uno per puntare, e uno per caricare. Il giocatore dovrà farsi largo in giungle, caverne, rovine di templi e villaggi mentre dovrà affrontare due tipi di nemici:
- Vietcong - Soldati sempre ostili al giocatore e anche agli infetti, usano armi da fuoco e a da taglio, e utilizzano coperture e tattiche di gruppo.
- Infetti - Soldati americani e vietnamiti civili e militari infettati dal virus Whiteknight, riconoscibili per le vistose ferite, che si sono trasformati in creature dalle sembianze umane, ma dotate di ferocia e resistenza inumane. Tendono a caricare a testa bassa il nemico per ucciderlo a mani nude, e attaccano qualsiasi umano nel loro campo visivo. Esiste una sola variante di questo essere, ovvero un Infetto mascherato e dotato di due enormi mannaie, che possiede una resistenza alle armi sensibilmente superiore a quelle degli altri Infetti.

In alcune occasioni, il giocatore dovrà anche affrontare dei Quick Time Event, che consistono nel premere dei tasti che appaiono sullo schermo, eventi che si attivano se il giocatore attiva una trappola, viene afferrato da un nemico, o persino fuggire dal crollo di una caverna.

## Doppiaggio
| Personaggio      | Voce italiana      |
| ---------------- | ------------------ |
| Nate Walker      | Federico Zanandrea |
| Nguyen Van Trang | Luca Sandri        |
| Whiteknight      | Oliviero Corbetta  |
| Rupert Zideck    | Felice Invernici   |

## Accoglienza
| Testata                        | Versione | Giudizio |
| ------------------------------ | -------- | -------- |
| Metacritic (media al 1-4-2013) | PC       | 40/100   |
| Metacritic (media al 1-4-2013) | PS3      | 35/100   |
| Metacritic (media al 1-4-2013) | X360     | 30/100   |

La rivista Play Generation ha dato alla versione per PlayStation 3 un punteggio di 52/100; nella rivista, il recensore ha fatto ironia sul titolo, trovando la breve durata come l'unico pregio effettivo, in quanto successivamente l'acquirente avrebbe goduto di gioia nel riporre il gioco sullo scaffale oppure lanciare la confezione fuori dalla finestra, mentre ha trovato come difetti la grafica pessima, i controlli legnosi, l'IA inesistente assieme al prezzo troppo alto, finendo per trovarlo terribile e con tante alternative valide disponibili sulla stessa console, anche ad un costo inferiore.